# Orchis viride-fusca
Orchis viride-fusca là một loài thực vật có hoa trong họ Lan. Loài này được Albov mô tả khoa học đầu tiên năm 1895.